# Jonathan Harford
Pour les articles homonymes, voir Harford.
Jonathan Harford, né le 12 août 1983 à Stroud, est un joueur professionnel de squash représentant l'Angleterre. Il atteint en octobre 2007 la 59e place mondiale sur le circuit international, son meilleur classement.
Après sa carrière de joueur, il est entraîneur de joueuses comme Céline Walser.